# Chalagnac
Chalagnac é uma comuna francesa na região administrativa da Nova Aquitânia, no departamento Dordonha. Estende-se por uma área de 14,08 km². Em 2010 a comuna tinha 448 habitantes (densidade: 31,8 hab./km²).